# Mohamed Sakho
Mohamed Sakho (Conakry, 5 agosto 1988) è un ex calciatore guineano, di ruolo centrocampista.

## Carriera

### Club
Ha giocato nel campionato guineano, tunisino, turco e marocchino.

### Nazionale
Con la maglia della nazionale ha collezionato 21 presenze tra il 2008 e il 2013.

## Palmarès

### Club

#### Competizioni internazionali
- CAF Champions League: 1

Étoile du Sahel: 2007
- Supercoppa CAF: 1

Étoile du Sahel: 2008